# Sansarpur
Sansarpur – wieś w dystrykcie Jalandhar, w stanie Pendżab, w zachodnich Indiach.
Według spisu ludności w 2011 roku Sansarpur liczył 4061 mieszkańców, z czego 75% było piśmiennych.